# Heminothrus apophysiger
Heminothrus apophysiger är en kvalsterart som beskrevs av Hammer 1979. Heminothrus apophysiger ingår i släktet Heminothrus och familjen Camisiidae. Inga underarter finns listade i Catalogue of Life.